# Ferme Gauthier
La Ferme Gauthier es un centro de tortura establecido durante la guerra de Argelia en la comuna de Souk El Had en Cabilia dentro de Argelia.

## Creación
Esta granja se creó a partir de 1872, cuando el agricultor Gautier obtuvo una concesión agrícola en Souk El Had tras el expolio y secuestro de tierras a los habitantes locales tras el fin de la revuelta Mokrani.

## Agricultura
Esta finca se especializa en vitivinicultura mediante la plantación de viñedos Grand Noir de la Calmette para la producción de variedades de uva orientadas a las bodegas de fermentación del vino dentro de la finca y el proceso de elaboración del vino.
La plantación de extensos campos de naranjos al norte y al este de la explotación ha permitido variar los ingresos agrícolas aprovechando al mismo tiempo la abundancia de agua en Oued Isser.

## Guerra de Argelia
Una vez que la revolución argelina superó el curso de su estallido, el año 1956 vio la intensificación de los ataques argelinos contra las infraestructuras francesas en la Baja Cabilia.
Así, los pueblos de Souk El Had fueron supervisados por el comisario político y moudjahid Yahia Boushaki (1935-1960), que logró reclutar a decenas de activistas comprometidos a atacar las granjas coloniales alrededor de Oued Isser.
El sabotaje del equipamiento colonial ha desatado, frustrado y asustado a los agricultores y ciudadanos franceses, especialmente después de que el líder de la célula maquisarde Bouzid Boushaki (1935-2023) colocara una bomba en la oficina de correos de Thénia (antiguo Ménerville).
En toda la región de Beni Aïcha, varias granjas se transformaron rápidamente en centros clandestinos de tortura supervisados por colonos, Pieds-Noirs y soldados franceses para intentar sofocar la revolución.

## Reorganización
La Ferme Gauthier se transformó en 1956 en un edificio penitenciario cerrado en cuyo interior se encuentran estrechas y cerradas salas de hormigón, que los franceses convirtieron de conservación y producción de vino en terribles celdas que fueron testigos de la brutalidad de las prácticas de los soldados franceses hacia los argelinos que tomaron levantarse en armas frente a la ocupación para recuperar la libertad.
Después de la reconfiguración, las salas de detención forzosa, interrogatorio, tortura y asesinato dentro de esta granja albergaron a unos 200 detenidos en un área de no menos de 5.000 metros cuadrados de los edificios originales de la instalación.
Dentro de este centro de detención se han cavado varias trincheras, y cada hoyo no supera uno o dos metros de largo y ancho, y en él se arrojan y colocan de uno a cuatro detenidos, pudiendo llegar el número a ocho o más.
El patio abierto de la prisión se ha transformado en un espacio de tortura al aire libre, y es imposible permitir que los prisioneros se reúnan en él excepto en raras ocasiones, en ausencia y falta de atención de los guardias.
El centro de tortura estaba equipado con tres puertas principales, incluida una puerta principal trasera por la que salían los detenidos condenados a muerte, de donde eran llevados al cercano río Isser, donde eran asesinados y enterrados o arrojados a la corriente de agua.
La granja siguió utilizándose para torturar según su estructura modificada, y miles de argelinos fueron testigos de operaciones brutales, ya fuera bajo la bandera del Frente de Liberación Nacional (FLN), del Ejército de Liberación Nacional (ALN) o entre ciudadanos comunes, y este asunto permaneció así hasta que se anunció el alto el fuego el 19 de marzo de 1962 después de los Acuerdos de Évian.

## Tortura
Esta granja agrícola se transformó en un centro de detención y tortura durante la revolución argelina, y los muyahidines fueron secuestrados y asesinados allí.
Los verdugos "Phénix" y "Scarfo" procedían de los Gauleiters con sus colaboradores "Mathieu" y "Lenfant", así como otros criminales de los "Mélives" de Si Mustapha y Zemmouri, y todos tenían a la cabeza en particular a los verdugos "Paternot" y "Reid".
Después de la independencia de Argelia en 1962, el equipo utilizado por el ejército colonial francés cuando torturó a militantes argelinos permaneció en su lugar a pesar de la ocupación de las familias que se establecieron allí.
Este campo de concentración de Gauthier, así como los demás campos, nunca han sido incluidos en la lista de grandes organizaciones internacionales como la Cruz Roja, porque eran clandestinos y sólo los habitantes del barrio tenían conocimiento de su existencia.
Los líderes de estos lugares como los capitanes Scaro, Lenfant y Mathieu fueron exfiltrados en marzo de 1962, por orden del general Charles Ailleret [fr] (1907-1968), y repatriados a Francia.
El autor François Heintz escribió un libro en 1982 sobre los detalles de las torturas en la Granja Gauthier, y lo tituló El harki de los gendarmes rojos 1954-1962 (en francés: Le harki des gendarmes rouge 1954-1962) donde citaba las atrocidades del Capitán Bufanda y sus compañeros.

## Clasificación
Esta siniestra granja de Gauthier está en proceso de ser clasificada por el Ministerio de los Muyahidines como monumento histórico y transformada en un museo de la Wilaya Histórica IV.
De hecho, esta estructura que fue el mayor y más cruel centro de tortura según los supervivientes, hoy está abandonada y amenaza con derrumbarse.
Se han entablado contactos con las autoridades locales de la provincia de Boumerdès para reubicar a las familias allí alojadas y rehabilitar el lugar como museo y monumento conmemorativo de la revolución argelina (1954-1962).
De hecho, este centro de tortura de los muyahidines debe ser protegido y rehabilitado porque forma parte de la memoria de la región del Col des Beni Aïcha.
Desde 2016 estaba previsto que las familias que ocupan la granja Gautier fueran reubicadas, porque estas familias viven en condiciones muy difíciles y su número sigue aumentando.
La reubicación de las familias del centro de tortura de Gautier, tristemente célebre durante la Guerra de Liberación por haber servido como campo de concentración, permitirá su recuperación y su transformación en un museo o sitio histórico en homenaje a los mártires (Shuhada) que sufrieron lo peor vicisitudes allí.

## Portales
- Portal:Argelia. Contenido relacionado con Argelia.
- Portal:África. Contenido relacionado con África.
- Portal:Islam. Contenido relacionado con Islam.
- Portal:Política. Contenido relacionado con Política.
- Portal:Militar. Contenido relacionado con Militar.

- Datos: Q105564092
- Multimedia: Ferme Gauthier / Q105564092